# Aspidopterys tomentosa
Aspidopterys tomentosa är en tvåhjärtbladig växtart som först beskrevs av Bi., och fick sitt nu gällande namn av Adrien Henri Laurent de Jussieu. Aspidopterys tomentosa ingår i släktet Aspidopterys och familjen Malpighiaceae.

## Underarter
Arten delas in i följande underarter:
- A. t. hutchinsonii
- A. t. longirostris